# Burg Bibra
Die Burg Bibra ist eine Burg im Ortsteil Bibra (An der Burg) der Gemeinde Grabfeld im Landkreis Schmalkalden-Meiningen in Thüringen.

## Geschichte
In dem kleinen Dorf Bibra der Gemeinde Grabfeld liegen Reste der durch die Herren von Bibra im 12. Jahrhundert erbauten und 1119 mit „Rubertus de Bybera“ erwähnten kleinen Wasserburg mitten im Ortsteil im nordöstlichen Teil. Die damalige Besatzung kontrollierte und unterstützte eine Nord-Süd-Verbindung zum Werratal Richtung Untermaßfeld und Meiningen. Sie weist eine tausendjährige Geschichte nach und ist im fränkischen Stil eines fränkischen Königshofes 1486 angelegt worden. Im Bauernkrieg 1525 und im Dreißigjährigen Krieg wurde sie jeweils zerstört und immer wieder zweckmäßig aufgebaut.
Von der einstigen Burg künden Teile der Außenmauer und Ecktürme. In einem der verbliebenen ergänzten Häuser beherbergt sie seit 1994 ein kleines Seminarzentrum mit 17 Betten. Der Eigentümer erhielt 2002 für die Restaurierung der Burg Bibra den Thüringer Denkmalschutzpreis.

### Bildergalerie

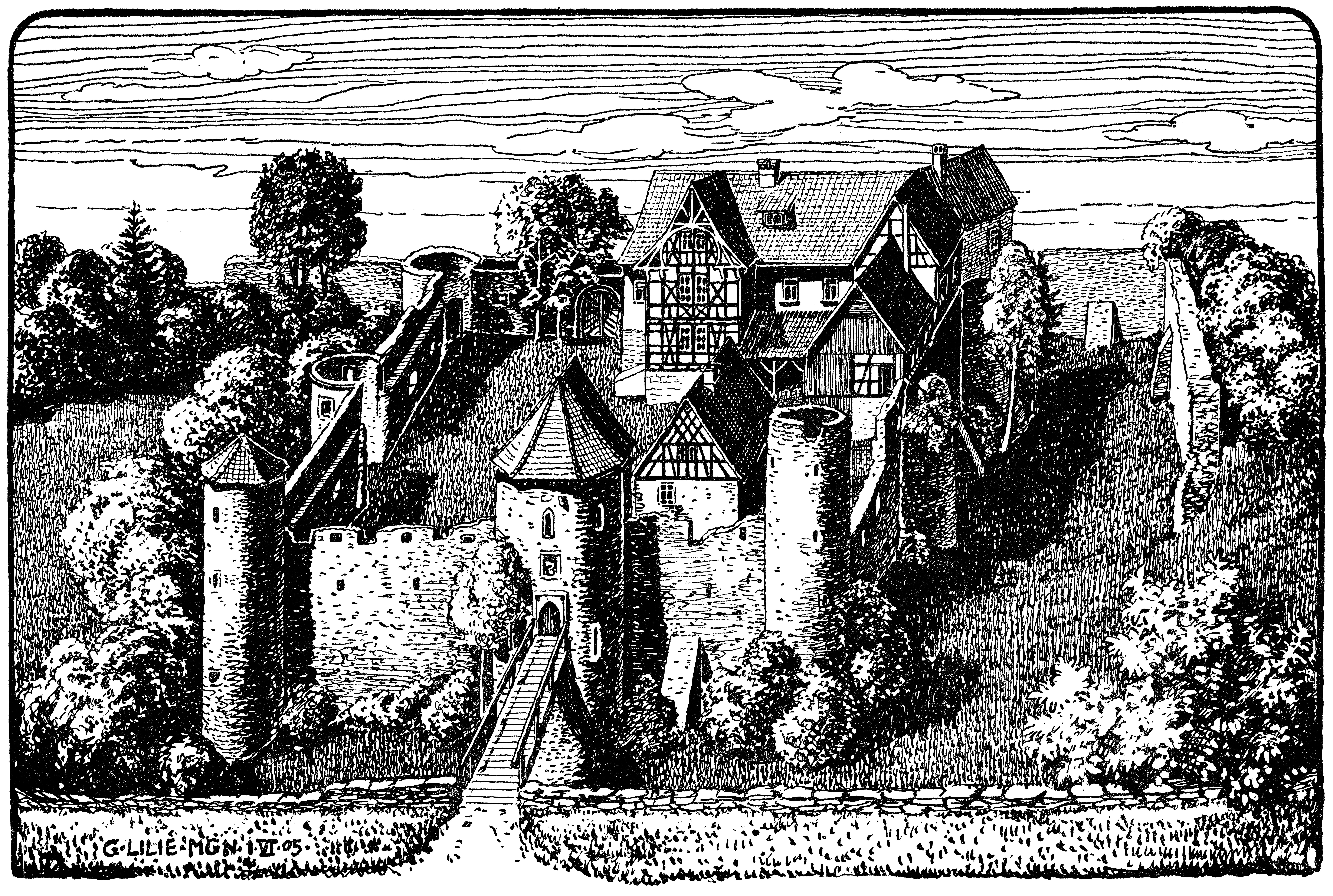
Burg Bibra Georg Lilie (1905)
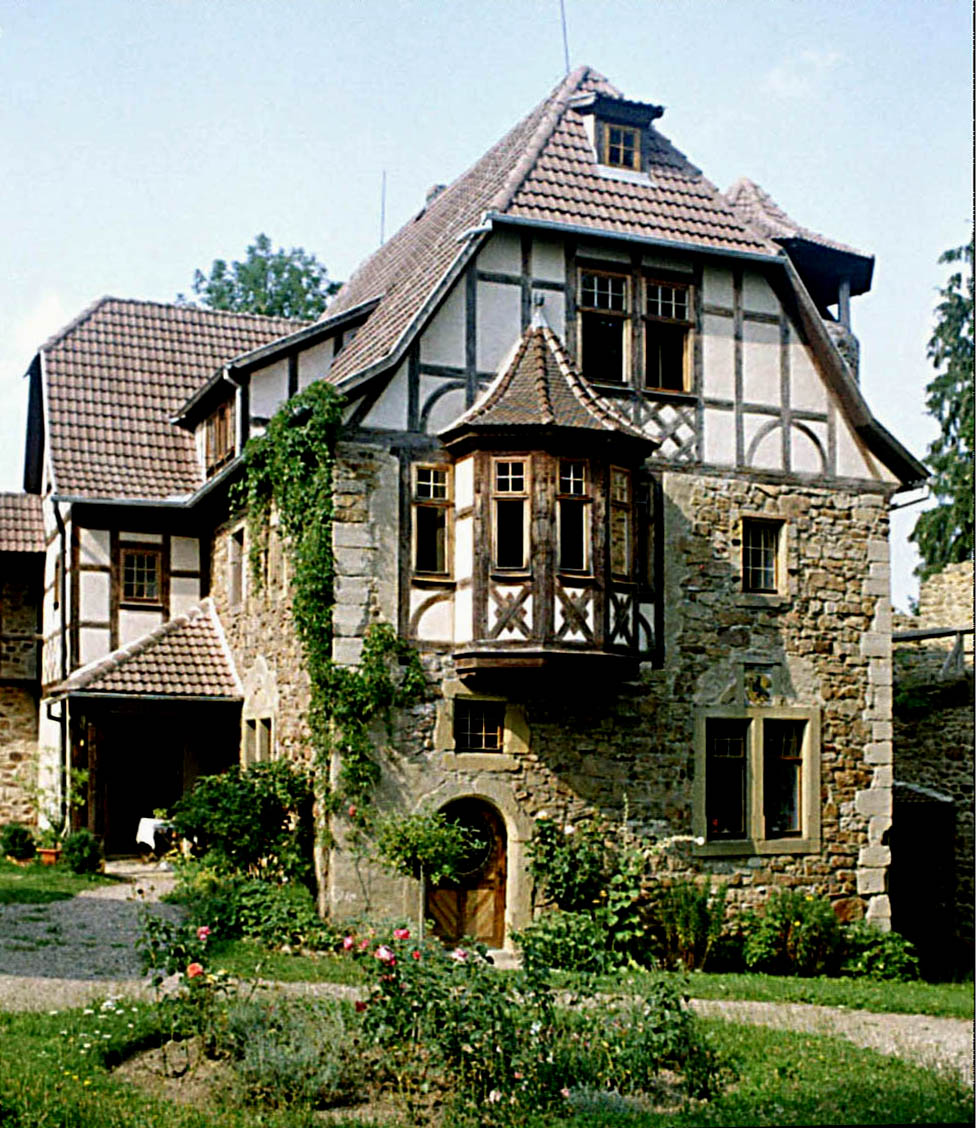
Burg Bibra
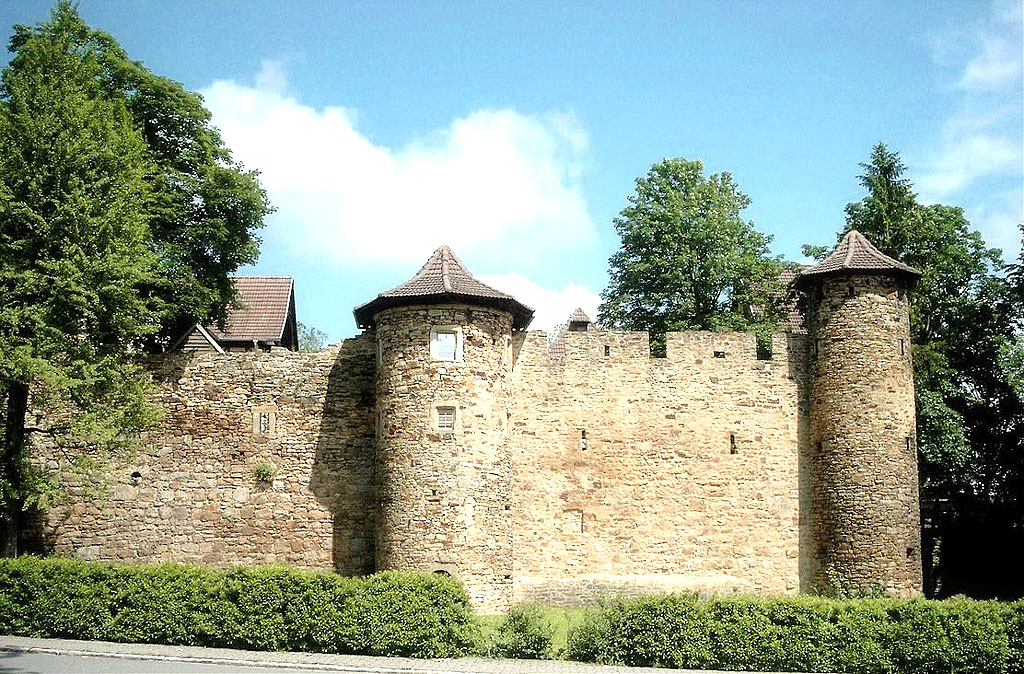
Restgemäuer der Burg
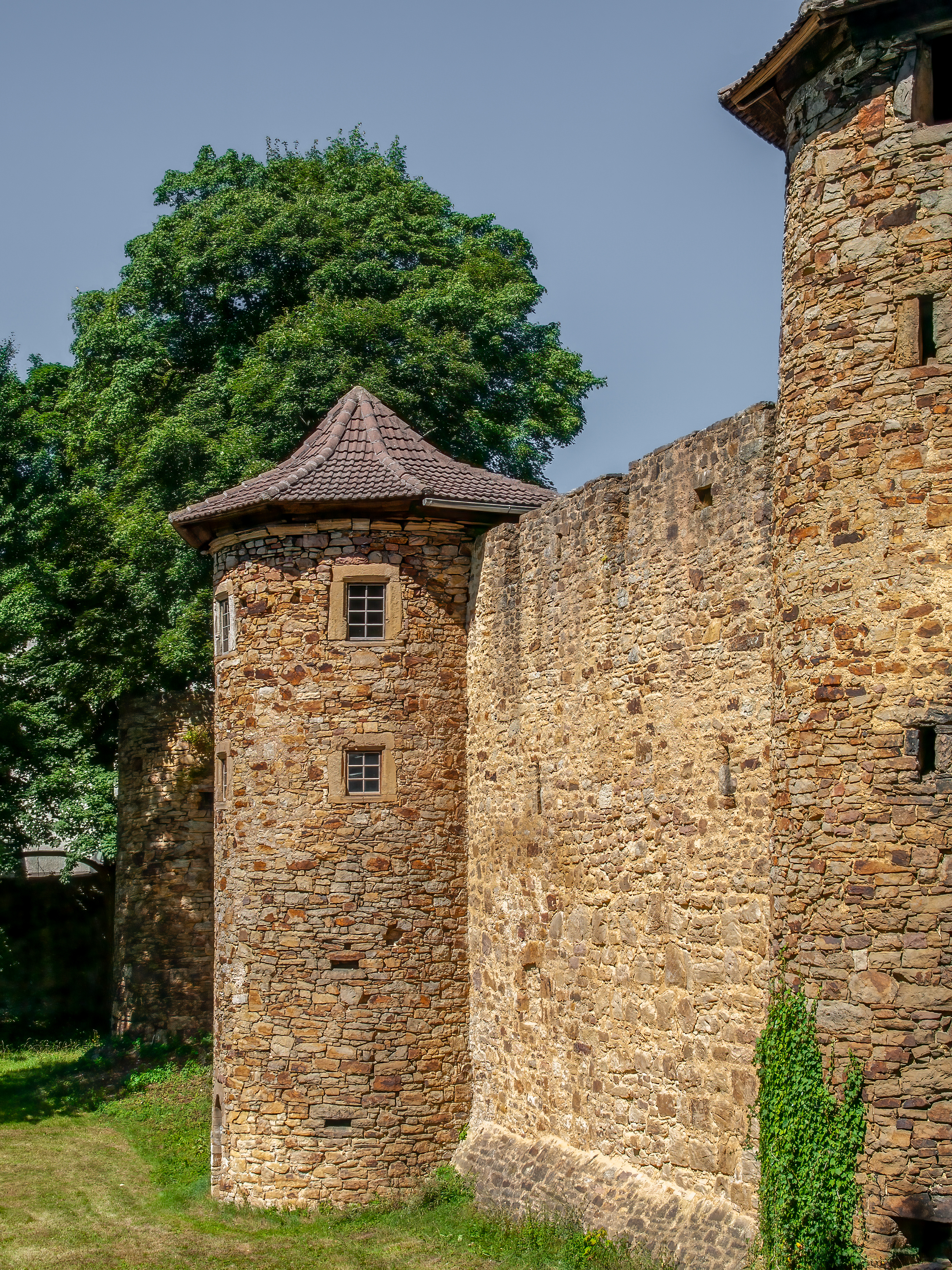
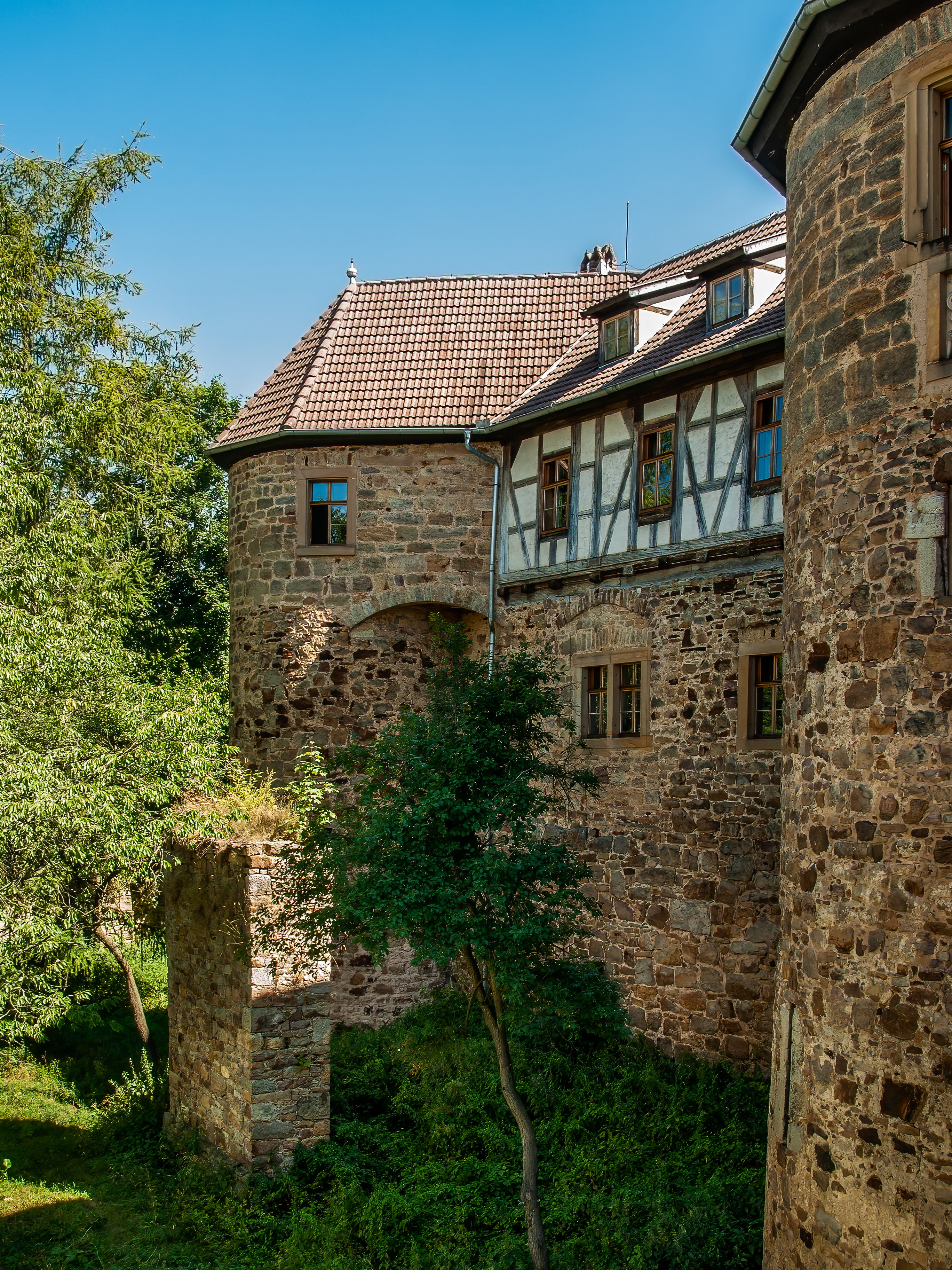
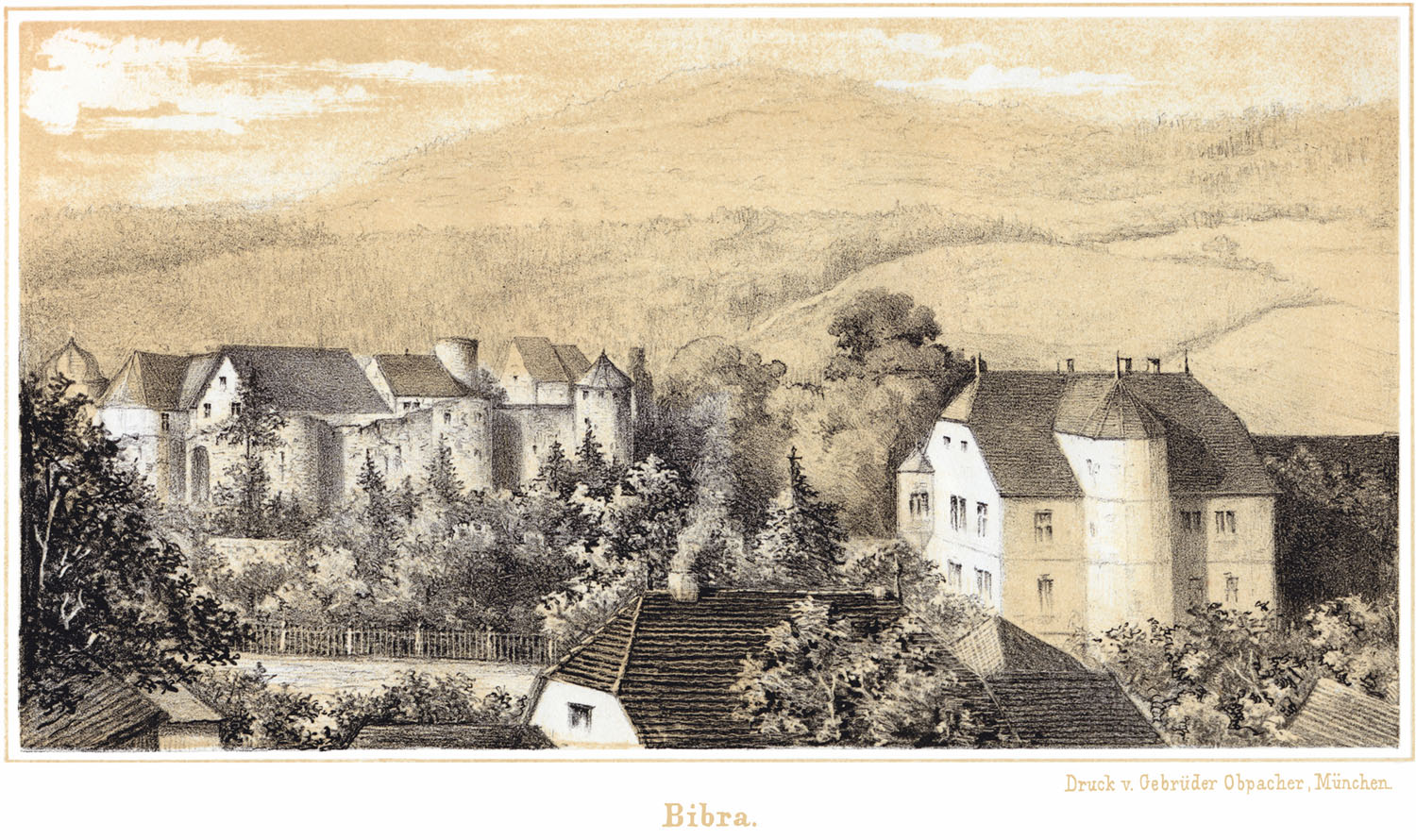
1870
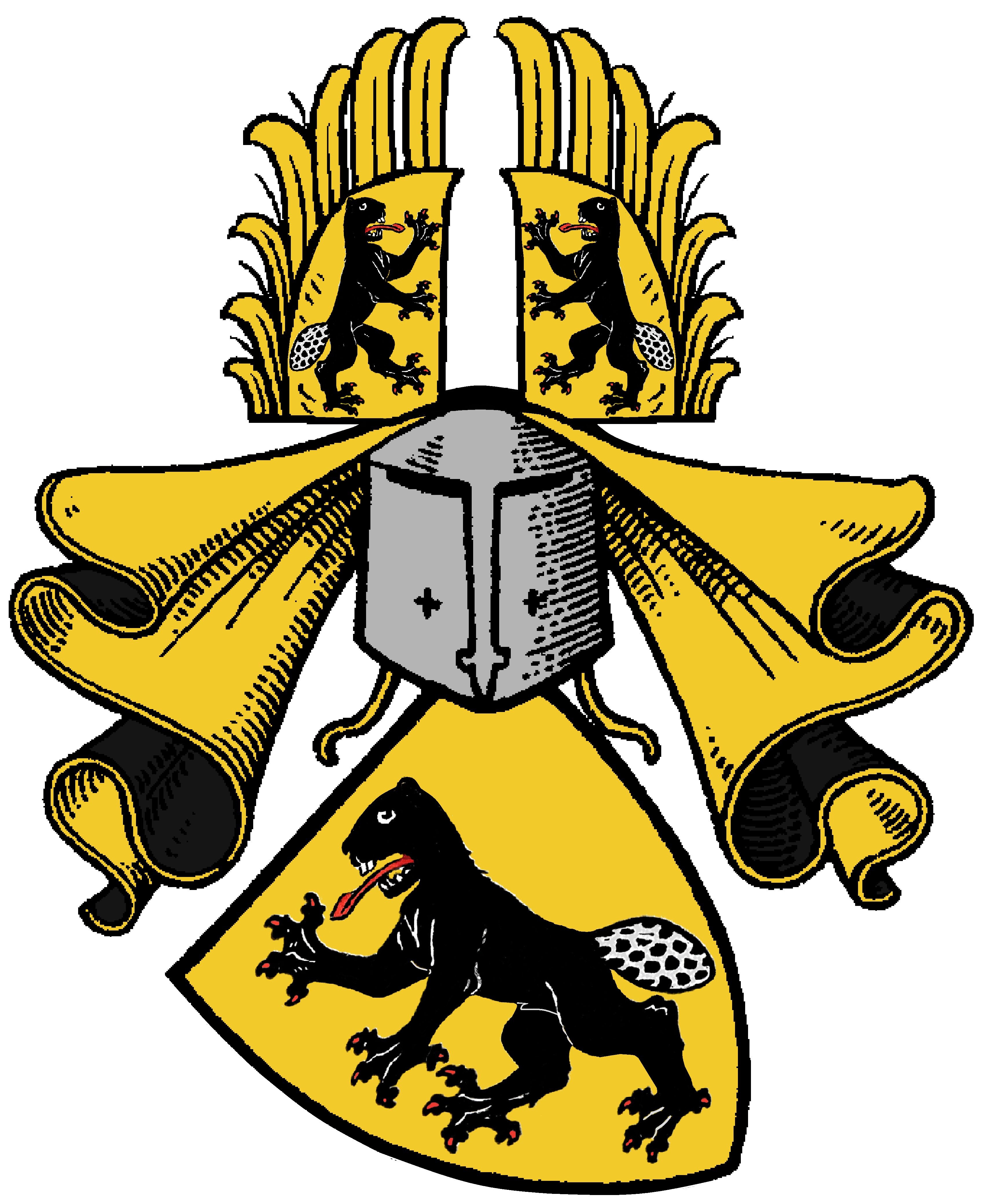
Wappen von Bibra